# ささゆりの里
ささゆりの里（ささゆりのさと）は、愛知県豊田市松嶺町にあるささゆりの自生地である。私有地であるが、見頃である6月上旬頃に2週間ほど一般公開している。

## 概要
- 約1万本が咲くと言われている。
- 「藤沢地区交流広場」（ささゆりの里交流広場）を起点に約2Kmの散策路がある。
- 全て自生であり人工的に植えたささゆりはない。
- 地元有志が結成した「松嶺ささゆり群生地保存会」によって手入れされている。
- ボランティアで管理・整備を行っているため、活動資金のカンパを募っている。
- 観光客は約6,000人訪れる。

## 年表
- 1998年 - より一般公開を開始。
- 1999年 - 「藤沢地区交流広場」を建立。
- 2000年 - 公衆トイレを設置。

## 交通アクセス
- 公共交通機関
  - 豊田市福祉バスの「ささゆりコース」の「ささゆりの里」下車。
- 自動車
  - 猿投グリーンロード「枝下IC」より6Km。(駐車場は少ないので注意）